# 東野有紗
五十嵐 有紗（いがらし ありさ、1996年8月1日 - ）は、北海道岩見沢市出身の日本の女子バドミントン選手。福島県立富岡高等学校を卒業後、日本ユニシスに就職。BIPROGYバドミントンチーム所属。ナショナルチームA代表に選出されている。
夫は元バドミントン選手で、所属チームコーチの五十嵐優。

## 経歴
2002年、岩見沢市立美園小学校1年生の時にバドミントン競技を始める。
2006年、 同校5年時にU13ナショナルメンバーに選出される。
2011年、富岡第一中学校3年生で全国中学校バドミントン大会で女子ダブルス優勝。
2012年、富岡第一中学校の一年後輩だった渡辺勇大と初めてペアを組む。「ワタガシペア」と呼ばれるようになる。
2014年、福島県立富岡高等学校3年生の時に高校選抜で女子ダブルス優勝。
2017年、全日本総合選手権大会において渡辺勇大とのペアで混合ダブルス優勝。
2018年、全英オープン混合ダブルス種目において渡辺勇大とのペアで、日本人として初の優勝。
2019年、世界選手権混合ダブルス種目において日本人として初のメダル（銅）獲得。
2021年、2020年東京オリンピックにおいて渡辺勇大とのペアで、混合ダブルス銅メダル獲得。
2022年、世界選手権混合ダブルス種目において二年連続の銀メダルを獲得した、混合ダブルスにおいて同種目日本人初の世界ランキング1位となる。
2024年パリオリンピックのバドミントン競技混合ダブルスに渡辺勇大と出場し銅メダルを獲得した。
2024年8月20日から開催された「ダイハツジャパンオープン2024」を最後に渡辺勇大とのペアを解消した。
同年8月28日、自身のSNSに於いて元選手でコーチの五十嵐優との結婚を発表。また、結婚発表に合わせる形で「今後は女子ダブルスで世界を目指す」と今後の目標を語ると共に登録名を「五十嵐有紗」に変更することも明らかにした。

## 主な成績

### 国内大会
| 年   | 大会                         | 種目 | 成績   | Name                |
| ---- | ---------------------------- | ---- | ------ | ------------------- |
| 2015 | 日本ランキングサーキット大会 | XD   | 優勝   | 渡辺勇大 / 東野有紗 |
| 2015 | 全日本総合選手権大会         | XD   | 3位    | 渡辺勇大 / 東野有紗 |
| 2016 | 日本ランキングサーキット大会 | XD   | 優勝   | 渡辺勇大 / 東野有紗 |
| 2016 | 全日本社会人大会             | XD   | 優勝   | 渡辺勇大 / 東野有紗 |
| 2016 | 全日本社会人大会             | WD   | 3位    | 栗原文音 / 東野有紗 |
| 2017 | 全日本総合選手権大会         | XD   | 優勝   | 渡辺勇大 / 東野有紗 |
| 2018 | 全日本社会人大会             | WD   | 準優勝 | 中西貴映 / 東野有紗 |
| 2018 | 全日本総合選手権大会         | XD   | 優勝   | 渡辺勇大 / 東野有紗 |
| 2019 | 全日本総合選手権大会         | XD   | 優勝   | 渡辺勇大 / 東野有紗 |
| 2020 | 全日本総合選手権大会         | XD   | 優勝   | 渡辺勇大 / 東野有紗 |
| 2024 | 全日本社会人大会             | WD   | 準優勝 | 東野有紗 / 櫻本絢子 |
| 2024 | 全日本総合選手権大会         | WD   | 準優勝 | 東野有紗 / 櫻本絢子 |

### 国際大会
| 年   | 大会                                 | 種目 | 成績   | Name                |
| ---- | ------------------------------------ | ---- | ------ | ------------------- |
| 2016 | 中国マスターズ                       | XD   | 3位    | 渡辺勇大 / 東野有紗 |
| 2016 | ベトナムインターナショナルチャレンジ | XD   | 優勝   | 渡辺勇大 / 東野有紗 |
| 2017 | 全英オープン                         | XD   | 3位    | 渡辺勇大 / 東野有紗 |
| 2018 | 全英オープン                         | XD   | 優勝   | 渡辺勇大 / 東野有紗 |
| 2018 | マレーシアオープン                   | XD   | 3位    | 渡辺勇大 / 東野有紗 |
| 2018 | ダイハツ・ヨネックスジャパンオープン | XD   | 3位    | 渡辺勇大 / 東野有紗 |
| 2018 | フランスオープン                     | XD   | 3位    | 渡辺勇大 / 東野有紗 |
| 2018 | 香港オープン                         | XD   | 優勝   | 渡辺勇大 / 東野有紗 |
| 2019 | マレーシアマスターズ                 | XD   | 優勝   | 渡辺勇大 / 東野有紗 |
| 2019 | 全英オープン                         | XD   | 準優勝 | 渡辺勇大 / 東野有紗 |
| 2019 | タイオープン                         | XD   | 準優勝 | 渡辺勇大 / 東野有紗 |
| 2019 | 世界バドミントン選手権               | XD   | 3位    | 渡辺勇大 / 東野有紗 |
| 2019 | 香港オープン                         | XD   | 優勝   | 渡辺勇大 / 東野有紗 |
| 2019 | ワールドツアーファイナルズ           | XD   | 3位    | 渡辺勇大 / 東野有紗 |
| 2021 | 全英オープン                         | XD   | 優勝   | 渡辺勇大 / 東野有紗 |
| 2021 | 東京オリンピック                     | XD   | 第3位  | 渡辺勇大 / 東野有紗 |
| 2021 | デンマークオープン                   | XD   | 優勝   | 渡辺勇大 / 東野有紗 |
| 2021 | フランスオープン                     | XD   | 優勝   | 渡辺勇大 / 東野有紗 |
| 2021 | フランスオープン                     | WD   | 第3位  | 福島由紀 / 東野有紗 |
| 2021 | インドネシアマスターズ               | XD   | 第3位  | 渡辺勇大 / 東野有紗 |
| 2021 | インドネシアオープン                 | XD   | 準優勝 | 渡辺勇大 / 東野有紗 |
| 2021 | ワールドツアーファイナルズ           | XD   | 準優勝 | 渡辺勇大 / 東野有紗 |
| 2021 | 世界バドミトン選手権                 | XD   | 準優勝 | 渡辺勇大 / 東野有紗 |
| 2022 | 全英オープン                         | XD   | 優勝   | 渡辺勇大 / 東野有紗 |
| 2022 | アジア選手権                         | XD   | 第3位  | 渡辺勇大 / 東野有紗 |
| 2022 | インドネシアオープン                 | XD   | 準優勝 | 渡辺勇大 / 東野有紗 |
| 2022 | 世界バドミトン選手権                 | XD   | 準優勝 | 渡辺勇大 / 東野有紗 |
| 2022 | ジャパンオープン                     | XD   | 準優勝 | 渡辺勇大 / 東野有紗 |
| 2023 | マレーシア・オープン                 | XD   | 準優勝 | 渡辺勇大 / 東野有紗 |
| 2023 | インド・オープン                     | XD   | 優勝   | 渡辺勇大 / 東野有紗 |
| 2023 | 日本オープン                         | XD   | 優勝   | 渡辺勇大 / 東野有紗 |
| 2024 | マレーシア・オープン                 | XD   | 優勝   | 渡辺勇大 / 東野有紗 |
| 2024 | パリオリンピック                     | XD   | 第3位  | 渡辺勇大 / 東野有紗 |
| 2025 | インド・オープン                     | WD   | 優勝   | 東野有紗 / 櫻本絢子 |
| 2025 | スディルマンカップ                   | WD   | 第3位  | 五十嵐有紗/志田千陽 |